# Adrian Gryszkiewicz
Adrian Gryszkiewicz (Bytom, 1999. december 13. –) lengyel korosztályos válogatott labdarúgó, a Raków Częstochowa hátvédje.

## Pályafutása

### Klubcsapatokban
Gryszkiewicz a lengyelországi Bytom városában született. Az ifjúsági pályafutását a Gwarek Zabrze akadémiájánál folytatta.
2018-ban mutatkozott be a Górnik Zabrze első osztályban szereplő felnőtt keretében. Először a 2018. február 9-ei, Wisła Płock ellen 4–2-re elvesztett mérkőzésen lépett pályára. Első gólját 2021. december 12-én, a Pogoń Szczecin ellen hazai pályán 2–2-es döntetlennel zárult találkozón szerezte meg. 2022 nyarán a német Paderbornhoz igazolt. 2023. január 10-én 3½ éves szerződést kötött a Raków Częstochowa együttesével.

### A válogatottban
Gryszkiewicz az U20-as korosztályú válogatottban is képviselte Lengyelországot.

## Statisztikák
2022. július 30. szerint
| Klub          | Szezon   | Osztály       | Bajnokság | Bajnokság | Kupa  | Kupa | Nemzetközi | Nemzetközi | Összesen | Összesen |
| Klub          | Szezon   | Osztály       | Meccs     | Gól       | Meccs | Gól  | Meccs      | Gól        | Meccs    | Gól      |
| ------------- | -------- | ------------- | --------- | --------- | ----- | ---- | ---------- | ---------- | -------- | -------- |
| Górnik Zabrze | 2017–18  | Ekstraklasa   | 9         | 0         | 2     | 0    | —          | —          | 11       | 0        |
| Górnik Zabrze | 2018–19  | Ekstraklasa   | 22        | 0         | 1     | 0    | 4          | 0          | 27       | 0        |
| Górnik Zabrze | 2019–20  | Ekstraklasa   | 1         | 0         | 0     | 0    | —          | —          | 1        | 0        |
| Górnik Zabrze | 2020–21  | Ekstraklasa   | 27        | 0         | 1     | 0    | —          | —          | 28       | 0        |
| Górnik Zabrze | 2021–22  | Ekstraklasa   | 22        | 1         | 3     | 0    | —          | —          | 25       | 1        |
| Górnik Zabrze | Összesen | Összesen      | 81        | 1         | 7     | 0    | 4          | 0          | 92       | 1        |
| Paderborn     | 2022–23  | 2. Bundesliga | 0         | 0         | 1     | 0    | —          | —          | 1        | 0        |
| Összesen      | Összesen | Összesen      | 81        | 1         | 8     | 0    | 4          | 0          | 93       | 1        |

## Sikerei, díjai
Raków Częstochowa
- Ekstraklasa
  - Bajnok (1): 2022–23

- Lengyel Kupa
  - Döntős (1): 2022–23